# Žužemberški prelom
Žužemberški prelom je geološki prelom regionalnega pomena v Sloveniji. Gorenjska kotlina je v kvartarju morda nastala kot razcepna strukturna kotlina med desnozmičnima Žužemberškim in Savskim prelomom. Poteka v dinarski smeri SZ–JV. Prelom se na severu nadaljuje v Južne Alpe, na jugovzhodu Slovenije pa ta teče po severu zgornje doline Krke in omejuje Kočevski Rog ter Gorjance. Prelom je eden najbolje morfološko izraženih in najdaljših prelomov v Zahodnjedolenjskih mezozojskih grudah. Prelom je povzročil tudi hidrotermalne dejavnosti. Njemu vzporeden je Želimeljski prelom, ki poteka po Ribniško-Kočevsko polju.